# ミカエル・クレティアン
ミカエル・クレティアン（Michaël Chrétien, 1984年7月24日 - ）はフランス・ナンシー出身の元サッカー選手。現役時代のポジションは右サイドバック。

## 経歴
地元のASナンシーでプロデビューを果たした。2011年9月、トルコのブルサスポルへ移籍。
2015年、ASナンシーに復帰した。

## 代表歴
フランスの世代別代表でのプレー経験はあるが、2007年2月7日のチュニジア代表との親善試合でモロッコ代表デビューを果たした。アフリカネイションズカップ2008に出場した。

## タイトル
- ASナンシー

リーグ・ドゥ(1):2005
クープ・ドゥ・ラ・リーグ(1):2006